# Sal de diazônio

Cátion benzenodiazônio.

Os sais de diazônio são um grupo de compostos orgânicos cuja estrutura geral é R−N2+X−, onde R pode ser qualquer resíduo orgânico, um alquilo ou um arila, e X− habitualmente um ânion haleto. Os sais de diazônio alifáticos são muito instáveis e não têm aplicação prática. Por outro lado, historicamente, os sais de diazônio aromáticos, mais estáveis, têm-se mostrado como importantes intermediários na síntese de corantes.

## Síntese de sais de diazônio aromáticos
O método mais importante de preparação dos sais de diazônio aromáticos é o tratamento de aminas aromáticas primárias, como por exemplo a anilina, com ácido nitroso em presença de um ácido mineral, por exemplo ácido clorídrico. O ácido nitroso é instável, e por isso é gerado in situ, pela reação de sais como o nitrito de sódio em meio ácido.
Em solução aquosa estes sais são instáveis a temperaturas superiores aos 5 °C, pelo que se emprega um banho de gelo durante a síntese. A este processo se conhece como diazotação. Não são isoladas e se empregam uma vez preparadas imediatamente "in situ".[carece de fontes?]
A reação do nitrito de sódio com a amina aromática e o ácido clorídrico forma um cloreto de diazônio, cloreto de sódio e água, por exemplo:
C6H5.NH2 + NaNO2 + 2 HCl → C6H5-N=N-Cl + NaCl + 2H2O

### Mecanismo
De forma muito simplificada:
- Geração do cátion nitrosilo (vários passos):

NaNO2 + 2HCl → NO+ + Na+ + 2Cl− + H2O
- Ataque eletrófilo por parte do cátion nitrosilo sobre o grupo amino que conduz a formação do cátion diazônio (vários passos):

Ar−NH2 + NO+ → Ar−N2+ + H2O
http://alkimia.tripod.com/images/acoplamento.gif

## Reações dos sais de diazônio aromáticos

### Formação de corantes azoicos
A reação mais importante dos sais de diazônio aromáticos é o acoplamento diazóico com compostos aromáticos ativados, por exemplo anilinas e fenóis, em substituições eletrofílicas aromáticas, dando lugar aos corantes azóicos (azocompostos).
Para a formação do corante azóico, é feita a reação de acoplamento diazóico com outro composto aromático:
C6H5-N=N-Cl + C6H5.OH → C6H5 N:N C6H4 OH + HCl
C6H5-N=N-Cl + C6H5.NH2 → C6H5 N:N C6H4 NH2 + HCl
C6H5-N=N-Cl + alfa-Naftilamina → 1-Amino-4-fenilazonaftaleno + HCl
C6H5-N=N-Cl + alfa-Naftol → 4-Fenilazo-1-naftol + HCl
Deve-se observar que o acoplamento não ocorre em qualquer posição do composto aromático que reage com o sal de diazônio, ocorrendo preferencialmente na posição para em relação ao grupo funcional ácido, para ataques a derivados do benzeno. No caso de ataques a derivados do alfa-Naftol, o ataque ocorre na posição 4, e, se esta estiver ocupada, na posição 2 (orto). Em derivados do beta-Naftol, a cópula ocorre na posição 1, mas nunca na 3 ou na 4.

### Outras
Reações de substituição do nitrogênio por halogênios têm lugar na reação de Sandmeyer e na reação de Schiemann.

## Aplicações
O primeiro uso dos sais de diazônio foi o de produzir telas tecidas com coloração resistente a água, mediante a imersão da tela em uma solução aquosa do sal de diazônio após haver sido em uma solução do componente de acoplamento, no que seria uma aplicação prática da reação de acoplamento diazóico.
Os sais de diazônio são sensíveis à luz e se decompõe sob luz violeta ou na proximidade de UV. Esta propriedade conduz a seu uso na copia ou reprodução de documentos. Neste processo, o papel ou película de plástico eram recobertos com um sal de diazônio. Após serem expostos à luz em contato direto com o documento original (translúcido), nas zonas não expostas ao sal de diazônio residual se convertia em um corante azóico mediante uma solução aquosa do componente de acoplamento. Um processo mais comum usava um papel recoberto com o sal de diazônio, o componente de acoplamento e um ácido para inibir a reação; após a exposição à luz, a imagem se revelava empregando o vapor de uma miistura de água com amoníaco, o que forçava o acomplamento.